# Smash (wrestler)
Barry Darsow (Minneapolis, 6 ottobre 1959) è un wrestler statunitense.
Ha lottato per la Jim Crockett Promotions, la World Wrestling Federation, la World Championship Wrestling e diverse altre federazioni indipendenti negli anni ottanta e novanta. Darsow divenne uno dei wrestler più famosi dell'epoca lottando con il nome di Smash nei Demolition.
Assieme a Ax e Crush nei Demolition ha conquistato per
tre volte il WWF World Tag Team Championship; per il primo di questi tre regni detiene il record di durata, 478 giorni.

## Prima del wrestling
Da giovane Darsow ha frequentato il liceo di Robbinsdale assieme ad altri sei lottatori: Curt Hennig (Mr.Perfect), Rick Rude, Brady Boone, Tom Zenk, John Nord e Nikita Koloff.Ha inoltre lavorato come buttafuori assieme a Road Warrior Animal e Road Warrior Hawk.

## Carriera
Darsow aveva debuttato come lottatore alle Hawaii, prima di passare un breve periodo in Nuova Zelanda. Quando tornò alle Hawaii, si spostò in Georgia per lottare nella Georgia Championship Wrestling e in seguito nella Mid-South Wrestling interpretando il personaggio di "Krusher Darsow", un americano traditore della patria diventato simpatizzante sovietico, e iniziando a lottare in coppia con Nikolai Volkoff. Successivamente cambiò il nome in "Krusher Khruschev" e vinse il Mid-South Television Title in un torneo battendo in finale Terry Taylor il 2 maggio 1984 ma perdendolo poco tempo dopo contro Taylor il 16 giugno 1984. Darsow se ne andò alla Florida Championship Wrestling dove combatteva in coppia con Jim Neidhart. I due vinsero i titoli Florida United States Tag Team l'11 ottobre 1984 battendo Héctor Guerrero e Cocoa Samoa. Il team detenne le cinture fino al dicembre 1984, quando le persero in favore di Mark e Jay Youngblood.

### Jim Crockett Promotions (1985–1987)
Krusher firmò per la National Wrestling Alliance ed inizio a lavorare per Jim Crockett Jr. nel dicembre 1984. Venne accreditato come il terzo componente del team campione NWA World Six-Man Tag Team Championship insieme a Ivan Koloff e a Nikita Koloff. I due Koloff (zio e nipote) avevano vinto in precedenza l'NWA World Tag Team Championship ed Ivan dichiarò che qualsiasi dei tre membri della squadra avrebbe potuto combattere per difendere il titolo. Il team si scontrò con i Rock 'n' Roll Express (Ricky Morton e Robert Gibson) e con i Road Warriors. Il 9 luglio 1985, Krusher e Ivan persero le cinture NWA in favore dei Rock 'N Roll Express.
A Starrcade 1985, il 28 novembre, Krusher vinse il vacante titolo NWA Mid-Atlantic Heavyweight Championship sconfiggendo Sam Houston. L'11 gennaio 1986, Krusher si infortunò seriamente ad un ginocchio durante un match contro Houston. Di conseguenza perse il titolo con Houston e poi si fermò per sei mesi per riprendersi dall'infortunio.
Quando Krusher fece ritorno, Nikita era in lotta con Magnum T.A. per l'NWA United States Heavyweight Championship. Il 17 agosto 1986, Krusher aiutò Nikita a vincere il titolo distraendo l'arbitro mentre Nikita usava la sua "catena russa" per colpire Magnum. Dopo aver aiutato Nikita a battere Magnum, Krusher e Ivan puntarono alla conquista del NWA United States Tag Team Championship, che sarebbe stato assegnato al tag team vincitore di un torneo. I due raggiunsero la finale, tenutasi il 26 settembre 1986, e sconfissero i "Kansas Jayhawks" (Dutch Mantel e Bobby Jaggers) diventando i primi campioni US Tag Team della storia.
Nell'ottobre 1986, Magnum T.A. ebbe un grave incidente d'auto che pose fine alla sua carriera. Dopo aver ammesso il proprio rispetto verso il rivale di un tempo caduto in disgrazia, Nikita divenne un face e si rivoltò contro Ivan e Krusher per combattere in coppia con il migliore amico di Magnum, Dusty Rhodes. Krusher e Ivan si scontrarono con Nikita e Rhodes ma in primo luogo dovettero difendere i titoli di coppia in un rematch contro Mantel e Jaggers. Il 9 dicembre 1986, persero le cinture US Tag Team in favore di Ron Garvin e Barry Windham. Il contratto che legava Darsow alla federazione terminò poco dopo ed egli lasciò la Jim Crockett Promotions.

### World Wrestling Federation (1987–1993)

#### Demolition (1987-1991)
Darsow entrò nella federazione che gli diede la consacrazione definitiva, la World Wrestling Federation, come rimpiazzo di Randy Colley nella gimmick di "Smash" nel tag team Demolition, insieme a Ax. All'inizio, la coppia aveva come manager Johnny Valiant, ma ben presto Valiant venne sostituito da Mr. Fuji. I primi feud in cui furono impiegati i Demolition furono quelli con Ken Patera e Billy Jack Haynes, e contro gli Strike Force (Tito Santana e Rick Martel).
Il 27 marzo 1988 a WrestleMania IV, Ax & Smash sconfissero gli Strike Force vincendo il loro primo titolo di campioni mondiali di coppia WWF, che detennero per 16 mesi, record di permanenza come campioni. In seguito persero l'aiuto di Mr. Fuji quando egli passò a dirigere i loro più prossimi rivali, i Powers of Pain (Barbarian e Warlord). A causa della crescente popolarità dei Demolition, a Survivor Series 1988 venne deciso di farli passare tra le file dei "buoni", anche se inizialmente dovevano essere loro i "cattivi" nella rivalità con i Powers of Pain, e non il contrario.
I due persero le cinture di campioni in favore di Arn Anderson e Tully Blanchard, conosciuti con il nome di Brain Busters, a Saturday Night's Main Event del 29 luglio 1989. Riconquistarono i titoli il 2 ottobre, ma lo ripersero poco tempo dopo contro la Colossal Connection (Haku e André the Giant) il 13 dicembre. Riuscirono a sconfiggere la Connection a WrestleMania VI il 1º aprile 1990 diventando così campioni mondiali di coppia per la terza volta, primo tag team nella storia della WWF a riuscire nell'impresa. Al duo venne in seguito aggiunto Crush (Brian Adams), rendendoli un trio tag team. A causa di problemi di salute, Ax iniziò ad apparire sempre più come manager che come lottatore attivo, dando più spazio a Crush all'interno dei Demolition. I Demolition persero i titoli contro la Hart Foundation a SummerSlam 1990. Dopo un feud con i Legion of Doom, che non diede i frutti sperati in termini di successo, il team (ora stabilmente composto dai soli Smash e Crush) ebbe sempre minore spazio TV e si sciolse nella primavera del 1991. Crush lasciò la WWF per un anno combattendo nel frattempo in federazioni minori, mentre Smash continuò per un po'  a lottare da solo come Smash in incontri di secondo piano. L'ultimo incontro disputato come Demolition Smash ebbe luogo il 24 agosto 1991, dove Darsow fu battuto da Davey Boy Smith.

#### Repo Man (1991-1993)
A fine 1991, Darsow adottò la nuova identità di "Repo Man", un furtivo, viscido, personaggio heel che provava piacere a rientrare in possesso di beni come, ad esempio, le automobili di cui i proprietari erano in ritardo con i pagamenti (o non più in grado di pagare le rate). Repo Man indossava una mascherina nera alla Zorro e una fune da traino con la quale spesso legava gli avversari sconfitti sul ring. Poco dopo il debutto, Repo Man aiutò Ted DiBiase a sconfiggere Virgil per la cintura Million Dollar Championship, il che portò ad una serie di successivi match contro Virgil.
Il feud più importante di Repo Man fu quello con The British Bulldog a metà del 1992. I due si scontrarono in diversi incontri nei quali ebbe sempre la meglio British Bulldog. Repo Man perse un match contro l'ex partner Crush a SummerSlam, anche se non fu fatta menzione in TV che Repo Man era stato in precedenza Smash. Repo Man ebbe un altro feud di poco conto con Randy Savage nel gennaio 1993 quando rubò il cappello di Savage durante una puntata di Monday Night Raw. La settimana seguente ebbe luogo un match tra i due, che Savage vinse agevolmente. Ormai era chiaro che la nuova gimmick di Darsow non avrebbe riscontrato un successo neanche lontanamente paragonabile a quello che aveva riscosso nei panni di Smash dei Demolition, e il suo personaggio iniziò a comparire sempre di meno. L'ultimo incontro di Repo Man si disputò il 28 marzo 1993, nel quale egli perse contro Typhoon. Poco dopo Darsow lasciò la federazione. Repo Man è poi apparso nel quindicesimo anniversario di WWE Raw nel 15 Men Battle Royal assieme ad altre superstar come Bart Gunn, Doink the Clown, Gangrel ed altri.

## Personaggio
- Mosse finali
  - Barely Legal
  - The Crowbar[6] (Single leg Boston crab)
  - Leg grapevine[7]
- Con Ax o Crush
  - Demolition Decapitation[8] (Backbreaker hold / Diving elbow drop combination)

- Manager
  - Mr. Fuji
  - Jimmy Hart
  - Col. Robert Parker

## Titoli e riconoscimenti
Jim Crockett Promotions / World Championship Wrestling
- NWA Mid-Atlantic Heavyweight Championship (1)
- NWA United States Tag Team Championship (1 - con Nikita Koloff)
- NWA World Tag Team Championship (1 - con Nikita Koloff)
- NWA World Six-Man Tag Team Championship (2 - con Ivan e Nikita Koloff)

World Wrestling Federation
- WWF World Tag Team Championship (3 - con Ax)

Pro Wrestling Illustrated
- 90º tra i 500 migliori wrestler singoli nella PWI 500 (1991)
- 55º tra i 500 migliori wrestler singoli nella PWI 500 (1992)